# Liste von kerntechnischen Zwischen- und Endlagern

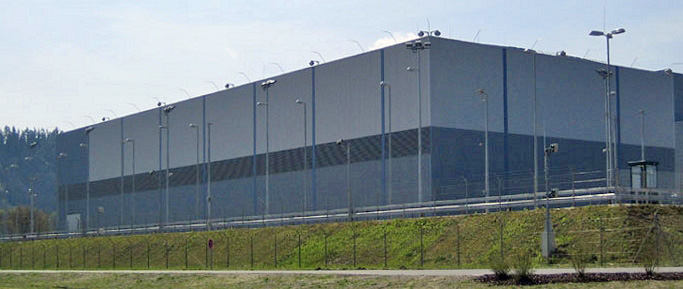
Das Brennelemente-Zwischenlager Isar

Dieser Artikel enthält eine Liste möglichst aller Zwischen- und Endlager für radioaktive Abfälle.
Aktuelle, ehemalige und im Bau befindliche Kernkraftwerke und Reaktoren zur kommerziellen Stromproduktion werden in der Liste der Kernkraftwerke aufgeführt, weitere kerntechnische Anlagen in der Liste kerntechnischer Anlagen.

## Zwischenlager
In folgender Liste werden die in Betrieb befindlichen, geschlossenen und geplanten Zwischenlager für radioaktive Abfälle aufgelistet.
Ein Zwischenlager bezeichnet in der Kerntechnik einen vorübergehenden Aufbewahrungsort für abgebrannte Brennelemente und/oder radioaktive Abfälle.
| Ort                      | Name der Anlage                                  | Art des Radioaktiven Materials (schwach-, mittel-, hochradioaktiv)    | Inbetriebnahme | Betriebseinstellung | Bemerkungen |
| ------------------------ | ------------------------------------------------ | --------------------------------------------------------------------- | -------------- | ------------------- | --- |
| Argentinien              |                                                  |                                                                       |                |                     | |
|                          | Atucha                                           |                                                                       |                |                     | |
|                          | Embalse                                          |                                                                       |                |                     | |
| Bulgarien                |                                                  |                                                                       |                |                     | |
|                          | Kosloduj                                         |                                                                       |                |                     | |
|                          | Belene                                           |                                                                       |                |                     | |
| China                    |                                                  |                                                                       |                |                     | |
| Gansu                    | Xibei Center                                     | schwach- und mittelradioaktiv                                         |                |                     | auch Abfall aus militärischen Einrichtungen |
| Guangdong                | Beilong Center                                   | schwach- und mittelradioaktiv                                         |                |                     | für Abfälle aus den Kernkraftwerken Daya Wan und Ling’ao |
| Lanzhou                  |                                                  | hochradioaktive Abfälle                                               |                |                     | zentrales Zwischenlager |
| Sichuan                  | Feifeng Mountain                                 | schwach- und mittelradioaktiv                                         |                |                     | Testanlage |
| Deutschland              |                                                  |                                                                       |                |                     | |
| Ahaus                    | Abfall-Zwischenlager Ahaus                       | schwach- und mittelradioaktiv                                         | 2010           |                     | selbes Gebäude wie das Brennelemente-Zwischenlager am selben Standort |
| Ahaus                    | Brennelemente-Zwischenlager Ahaus                | hochradioaktiv                                                        | 1992           |                     | selbes Gebäude wie das Abfall-Zwischenlager am selben Standort |
| Brunsbüttel              | Abfall-Zwischenlager Brunsbüttel                 | schwach- und mittelradioaktiv                                         | 2024           |                     | |
| Brunsbüttel              | Standort-Zwischenlager Brunsbüttel               | hochradioaktiv                                                        | 2006           |                     | Keine gültige Betriebsgenehmigung |
| Biblis                   | Abfall-Zwischenlager Biblis 1                    | schwach- und mittelradioaktiv                                         | 1982           |                     | |
| Biblis                   | Abfall-Zwischenlager Biblis 2                    | schwach- und mittelradioaktiv                                         | 2018           |                     | |
| Biblis                   | Brennelemente-Zwischenlager Biblis               | hochradioaktiv                                                        | 2006           |                     | |
| Brokdorf                 | Brennelemente-Zwischenlager Brokdorf             | hochradioaktiv                                                        | 2007           |                     | |
| Gorleben                 | Abfall-Zwischenlager Gorleben                    | schwach- und mittelradioaktiv                                         | 1984           |                     | |
| Gorleben                 | Brennelemente-Zwischenlager Gorleben             | hochradioaktiv                                                        | 1995           |                     | |
| Grafenrheinfeld          | Abfall-Zwischenlager Grafenrheinfeld             | schwach- und mittelradioaktiv                                         | 2021           |                     | |
| Grafenrheinfeld          | Brennelemente-Zwischenlager Grafenrheinfeld      | hochradioaktiv                                                        | 2006           |                     | |
| Grohnde                  | Brennelemente-Zwischenlager Grohnde              | hochradioaktiv                                                        | 2006           |                     | |
| Gundremmingen            | Brennelemente-Zwischenlager Gundremmingen        | hochradioaktiv                                                        | 2006           |                     | |
| Geesthacht               | Brennelemente-Zwischenlager Krümmel              | hochradioaktiv                                                        | 2006           |                     | |
| Lingen                   | Brennelemente-Zwischenlager Lingen               | hochradioaktiv                                                        | 2002           |                     | |
| Lubmin                   | Zwischenlager Nord                               | hochradioaktiv                                                        | 1999           |                     | |
| Mitterteich              | Zwischenlager Mitterteich                        | schwach- und mittelradioaktiv                                         | 1985           |                     | |
| Neckarwestheim           | Abfall-Zwischenlager Neckarwestheim              | schwach- und mittelradioaktiv                                         | 2022           |                     | |
| Neckarwestheim           | Brennelemente-Zwischenlager Neckarwestheim       | hochradioaktiv                                                        | 2006           |                     | |
| Niederaichbach           | Brennelemente-Zwischenlager Isar                 | hochradioaktiv                                                        | 2007           |                     | |
| Obrigheim                | Abfall-Zwischenlager Obrigheim                   | schwach- und mittelradioaktiv                                         | 2008           |                     | |
| Philippsburg             | Abfall-Zwischenlager Philippsburg                | schwach- und mittelradioaktiv                                         | 2020           |                     | |
| Philippsburg             | Brennelemente-Zwischenlager Philippsburg         | hochradioaktiv                                                        | 2007           |                     | |
| Stade                    | Abfall-Zwischenlager Stade                       | schwach- und mittelradioaktiv                                         | 2007           |                     | |
| Stadland                 | Abfall-Zwischenlager Unterweser 1                | schwach- und mittelradioaktiv                                         | 1981           |                     | |
| Stadland                 | Abfall-Zwischenlager Unterweser 2                | schwach- und mittelradioaktiv                                         | 2020           |                     | |
| Stadland                 | Brennelemente-Zwischenlager Unterweser           | hochradioaktiv                                                        | 2007           |                     | |
| Würgassen                | Abfall-Zwischenlager Würgassen                   | schwach- und mittelradioaktiv                                         | 1981           |                     | |
| Mexiko                   |                                                  |                                                                       |                |                     | |
| Temascalapa              | Centro de Almacenamiento de Desechos Radiactivos | schwach- und mittelradioaktiv                                         |                |                     | |
| Österreich               |                                                  |                                                                       |                |                     | |
|                          | Seibersdorf – NES                                | schwachradioaktiv                                                     | 1958–60        |                     | alle in Österreich anfallenden radioaktiven Stoffe, durch den Atomausstieg nur niederradioaktive Kategorien; Betreiber: Rep. Österreich/Austrian Institute of Technology (AIT); auch Referenzlabor der Int. Atomenergie-Organisation (UN/IEAO) |
| Schweden                 |                                                  |                                                                       |                |                     | |
| Kernkraftwerk Oskarshamn |                                                  | hochradioaktive                                                       |                |                     | zentrales Zwischenlager für abgebrannte Brennelemente aller schwedischen Reaktoren |
| Schweiz                  |                                                  |                                                                       |                |                     | |
| Würenlingen              | Zwilag                                           | alle Kategorien radioaktiver Abfälle inkl. abgebrannter Brennelemente |                |                     | Zwischenlager befinden sich auch auf den Arealen der Kernkraftwerke |
| Spanien                  |                                                  |                                                                       |                |                     | |
| Villar de Cañas          |                                                  | unbekannt (31. Dezember 2011)                                         |                |                     | Standortentscheid im Dezember 2011 |
| Tschechien               |                                                  |                                                                       |                |                     | |
|                          | Dukovany                                         | abgebrannte Brennelemente                                             |                |                     | Transportbehälterlager für 60 CASTOR-440/84-Behälter, am 08.03.2006 voll. Seit 22.12.2006 befindet sich im Testbetrieb ein zweites Transportbehälterlager für 133 CASTOR-440/84M-Behälter.                                                     |
|                          | Temelín                                          | abgebrannte Brennelemente                                             |                |                     | in Planung, Transportbehälterlager |

### Tschechien

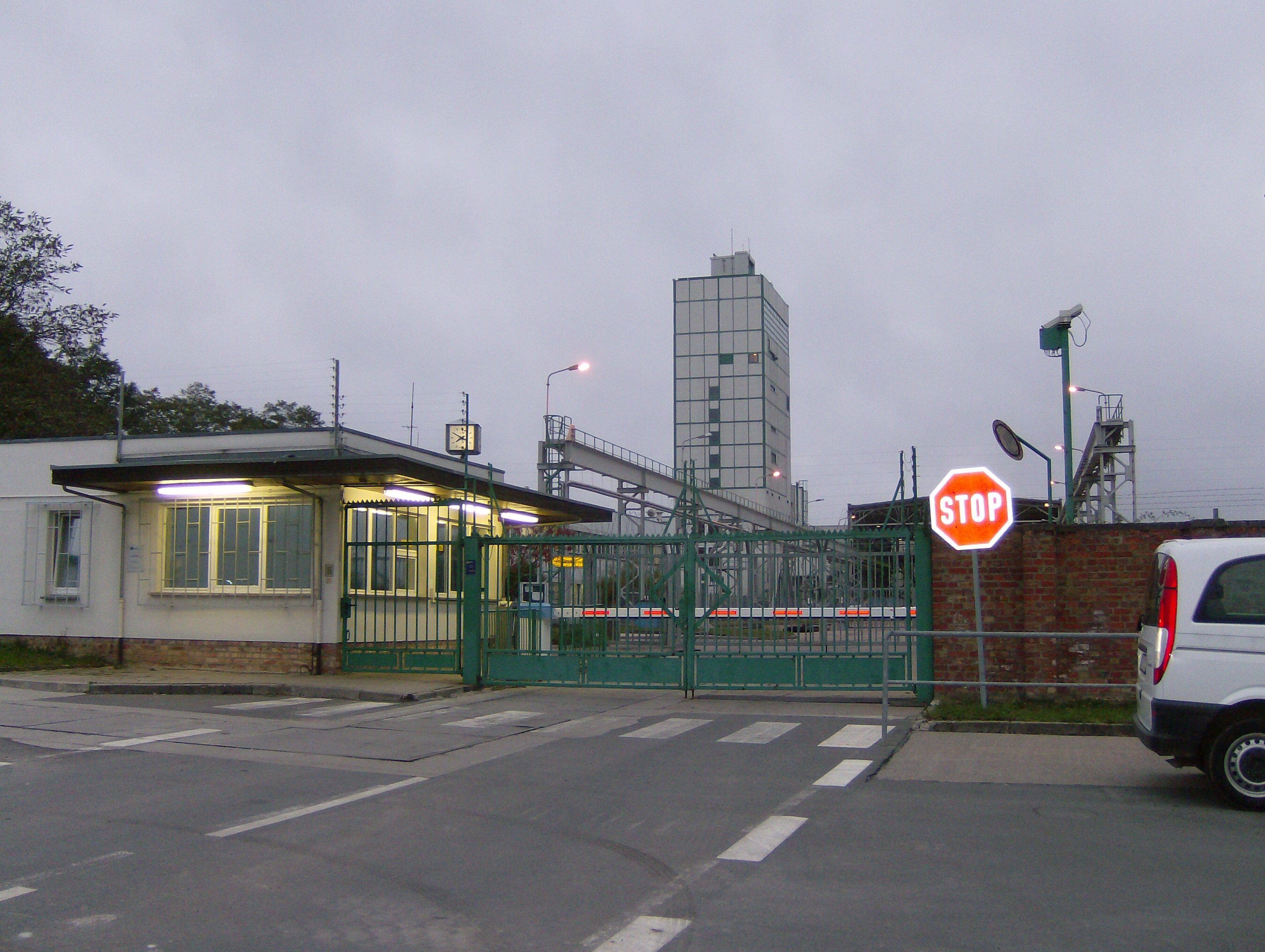
Das Endlager Morsleben

## Endlager
In folgender Liste werden die in Betrieb befindlichen, geschlossenen und geplanten Endlager für radioaktive Abfälle aufgelistet.
Die Endlagerung ist dadurch gekennzeichnet, dass bei ihr keine Notwendigkeit von Überwachung, Kontrolle und Reparatur des Endlagers besteht. Es gibt bis heute weltweit noch kein Endlager für hochradioaktive Abfälle.
| Ort             | Name der Anlage                    | Art des Radioaktiven Materials (schwach-, mittel-, hochradioaktiv) | Status der Anlage | Inbetriebnahme | Betriebseinstellung | Bemerkungen |
| --------------- | ---------------------------------- | ------------------------------------------------------------------ | ----------------- | -------------- | ------------------- | --- |
| Ägypten         |                                    |                                                                    |                   |                |                     | |
| Inshas          |                                    |                                                                    |                   |                |                     | |
| Argentinien     |                                    |                                                                    |                   |                |                     | |
| Chubut          | Sierra del Medio                   |                                                                    |                   |                |                     | geplant, Erkundungsarbeiten seit 1986; Projekt bis zum Jahr 2030 zurückgestellt                                                              |
| Brasilien       |                                    |                                                                    |                   |                |                     | |
| Abadia de Goiás |                                    |                                                                    |                   |                |                     | geplant |
| Bulgarien       |                                    |                                                                    |                   |                |                     | |
| Kosloduj        | Radiana                            | schwach- und mittelradioaktiv                                      | in Bau            |                |                     | Baubeginn 2017, Inbetriebnahme war für 2021 vorgesehen                                                                                       |
|                 | Nowi Chan                          | schwachradioaktiv                                                  |                   | 1964           |                     | Lagerung in 6 m Tiefe; Herkunft: Industrie, Medizin und Forschung                                                                            |
|                 |                                    | hochradioaktiv                                                     |                   |                |                     | Standortsuche für ein geologisches Tiefenendlager läuft, dieses soll ab 2050 bereitstehen                                                    |
| VR China        |                                    |                                                                    |                   |                |                     | |
| Chanwan Bay     |                                    |                                                                    |                   |                |                     | geplant |
| Gansu           |                                    | hochradioaktiv                                                     |                   |                |                     | Bau ursprünglich zwischen 2030 und 2040 geplant, aktueller Baubeginn ab 2040 und Einlagerungsbeginn ab 2050 geplant                          |
| Deutschland     |                                    |                                                                    |                   |                |                     | |
| Gorleben        | Erkundungsbergwerk Gorleben        |                                                                    |                   |                |                     | Untersuchungen abgeschlossen. |
| Salzgitter      | Schacht Konrad                     | schwach- und mittelradioaktiv                                      | in Bau            |                |                     | Betriebsgenehmigung erteilt für schwach- und mittelradioaktiven, nichtwärmeproduzierenden Abfall                                             |
| Morsleben       | Morsleben                          | schwach- und mittelradioaktiv                                      | stillgelegt       |                | 1998                | bis zum Jahre 1998 wurden 37.000 m³ radioaktiver Abfälle eingelagert                                                                         |
|                 | Asse                               | schwach- und mittelradioaktiv                                      | stillgelegt       | 1967           |                     | Schließung bis 2017 1967–1978: 125.000 Behälter mit schwachradioaktiven Abfällen 1972–1977: rund 1300 Fässer mit mittelradioaktiven Abfällen |
| Finnland        |                                    |                                                                    |                   |                |                     | |
| Loviisa         | Loviisa                            | schwach- und mittelradioaktiv                                      |                   | Mai 1997       |                     | Lagerung in 120 m Tiefe |
| Olkiluoto       | Olkiluoto                          | schwach- und mittelradioaktiv                                      |                   | Mai 1992       |                     | Lager fürhochradioaktive Abfälle in Fertigstellung                                                                                           |
| Frankreich      |                                    |                                                                    |                   |                |                     | |
| Bure            | Bure (Felslabor)                   | mittel- und hochradioaktiv                                         |                   |                |                     | geplant |
| Soulaines-Dhuys | Centre de l’Aube                   | schwachradioaktive sowie kurzlebige mittelradioaktive Abfälle      |                   | 1992           |                     | |
| La Hague        | Centre de la Manche                | schwach- und mittelradioaktiv                                      | stillgelegt       | 1969           | 1994                | Einlagerung von 526.650 m³ |
| Großbritannien  |                                    |                                                                    |                   |                |                     | |
| Sellafield      | Drigg                              | schwachradioaktiv                                                  | in Betrieb        | 1959           |                     | Betrieb bis mindestens 2050 |
|                 | Endlager Sellafield                |                                                                    |                   |                |                     | Planung ab 1991 durch Nirex; Planungseinstellung März 1997                                                                                   |
| Indien          |                                    |                                                                    |                   |                |                     | |
| Surat           | Kakrapar                           |                                                                    |                   |                |                     | |
| Kalpakkam       | Kalpakkam                          |                                                                    |                   |                |                     | |
|                 | Narora                             |                                                                    |                   |                |                     | |
|                 | Rajasthan                          |                                                                    |                   |                |                     | |
|                 | Tarapur                            |                                                                    |                   |                |                     | |
| Trombay         | Trombay                            |                                                                    |                   |                |                     | |
| Japan           |                                    |                                                                    |                   |                |                     | |
| Rokkasho        | Rokkasho                           | schwachradioaktiv                                                  |                   | 1992           |                     | |
| Nauru           |                                    |                                                                    |                   |                |                     | |
|                 |                                    |                                                                    |                   |                |                     | geplant; genauer Standort wird noch geprüft                                                                                                  |
| Norwegen        |                                    |                                                                    |                   |                |                     | |
| Himdalen        |                                    |                                                                    |                   |                |                     | |
| Schweden        |                                    |                                                                    |                   |                |                     | |
| Östhammar       | SFR Forsmark                       | schwach- und mittelradioaktiv                                      |                   | 1988           |                     | |
| Östhammar       | SFR Forsmark                       | hochadioaktiv                                                      |                   |                |                     | Bau geplant, Bau darf nach Gerichtsentscheidung begonnen werden                                                                              |
| Schweiz         |                                    |                                                                    |                   |                |                     | |
| Benken          |                                    | hochradioaktive und langlebige mittelradioaktive Abfälle           |                   |                |                     | geplant als Tiefenlager. Endlager gesetzlich verboten.                                                                                       |
| Spanien         |                                    |                                                                    |                   |                |                     | |
|                 | El Cabril                          | schwachradioaktiv                                                  |                   |                |                     | |
| Tschechien      |                                    |                                                                    |                   |                |                     | |
| Beroun-Hostim   |                                    |                                                                    | stillgelegt       | 1959           | 1964                | |
| Jáchymov        | Bratrství                          | schwach- und mittelradioaktiv                                      |                   | 1974           |                     | institutionelle Abfälle mit natürlichen Radionukliden                                                                                        |
| Heřmanice       | Dukovany                           | schwach- und mittelradioaktiv                                      |                   | 1995           |                     | Abfälle aus Kernkraftwerken |
|                 | Richard                            | schwach- und mittelradioaktiv                                      |                   | 1964           |                     | institutionelle Abfälle mit künstlichen Radionukliden, liegt in 70–90 m Tiefe                                                                |
| Ungarn          |                                    |                                                                    |                   |                |                     | |
| Bátaapáti       |                                    | schwach- und mittelradioaktiv                                      | in Betrieb        | 2018           |                     | Erweiterung der Lagerkapazität zum Abdecken der gesamten Betriebszeit des Reaktors Paks-1                                                    |
| Püspökszilágy   |                                    | schwach- und mittelradioaktiv                                      |                   | 1976           | 2005                | Die Anlage dient nur noch als Zwischenlager                                                                                                  |
| USA             |                                    |                                                                    |                   |                |                     | |
| Carlsbad        | Waste Isolation Pilot Plant (WIPP) | Transuranabfälle                                                   |                   | März 1999      |                     | |
| Yucca Mountain  |                                    | abgebrannte Brennelemente und hochradioaktive Abfälle              |                   |                |                     | geplant |